# Nigérie na Letních olympijských hrách 2016
Nigérie se účastnil Letní olympiády 2016.

## Medailisté
| Medaile | Jméno | Sport  | Soutěž      |
| ------- | --- | ------ | ----------- |
| Bronz   | Daniel Akpeyi Muenfuh Sincere Kingsley Madu Shehu Abdullahi Saturday Erimuya William Troost-Ekong Aminu Umar Oghenekaro Etebo Imoh Ezekiel John Obi Mikel Junior Ajayi Popoola Saliu Umar Sadiq Azubuike Okechukwu Ndifreke Udo Stanley Amuzie Usman Mohammed Emmanuel Daniel | Fotbal | turnaj mužů |